# Охота в Караязах
Великокняжеская охота в Караязах находилась близ станции Караязы в 60 верстах от Тифлиса, в Тифлисской губернии. Не следует путать с Гараязским заповедником, созданным в 1978 году с целью сохранения и восстановления тугайных лесов поймы Куры.
Основные охотничьи угодья — пойменные леса вдоль Куры и на островах, образованных её рукавами. В середине угодий был выстроен охотничий домик, вокруг которого разбивали шатры. С. Н. Алфераки пишет о Караязах, как о «прелестном, красивом и диком лесе, наполненном кабанами, оленями, дикими кошками и шакалами». Пойменная растительность в нём была очень густая, колючие кустарники перевиты лианами. В конце XIX века в пойме Куры оставалось много вековых дубов. Основной объект охоты в Караязах — это кабан. Охота производилась с облавой или гаем. За два дня охоты в Караязах, по словам Динника, обыкновенно добывали более полусотни кабанов. М. В. Андреевский сообщает, что старые секачи добытые в этих угодьях могли достигать, якобы, 12 — 18 пудов веса, то есть 190—290 кг. В октябре 1886 года Андреевский организовал в Караязах охоту на джейрана для великого князя Петра Николаевича. В охоте участвовало до 300 человек загонщиков, загонный круг был в 25 вёрст по окружности. В 1902 году М. В. Андреевский посещал Караязы вместе с великим князем Сергеем Михайловичем.
Основным владельцем этих охотничьих угодий был великий князь Михаил Николаевич, шестеро сыновей которого — Николай, Михаил, Георгий, Александр, Сергей и Алексей — унаследовали от него страсть к охоте..

## Управляющие
- В 1886 году управляющий Васильев[6].
- В 1890-е годы Ф. И. Краткий, чех на русской службе, егермейстер императорского двора[5], скончавшийся в Караязах 3(15) января 1895 года во время охоты[2].